# 舞台1号墳
舞台1号墳（ぶたいいちごうふん）は、群馬県前橋市荒子町にある古墳。形状は帆立貝形古墳。出土品は国の重要文化財に指定されている。現在では墳丘は失われている。

## 概要
赤城山南麓、神沢川右岸の台地上に築造された古墳である。調査時点までに墳丘の上面が削平を受けていたほか、1990年度（平成2年度）に発掘調査が実施されている。
墳形は、造出部（前方部）が短小な帆立貝形の前方後円形で、造出部（前方部）を南西方向に向ける。墳丘表面では葺石のほか、円筒埴輪列（朝顔形埴輪含む）・形象埴輪（鶏形・家形・盾形・蓋形・人物形（腕部）・馬形（鞍部）埴輪など）が検出されている。造出部（前方部）では遺物埋納坑（1.4×0.65メートル）が認められており、内部からは多量の石製品（勾玉・臼玉・鏃・下駄・鎌・手斧・刀子など）と少量の鉄製品（刀子・鎌・鉇など）が、付近からは土師器（食物供献を表現した高坏および甕）が検出されている。また墳丘周囲には馬蹄形の周濠が巡らされる。埋葬施設は削平のため明らかでない。
この舞台1号墳は、古墳時代中期の5世紀中葉-後半頃の築造と推定される。石製・鉄製模造品に加えて、下駄・鏃・供物表現高坏などの貴重な遺物が出土したことで、帆立貝形古墳の前方部における墓前祭祀を明らかにするうえで重要視される古墳になる。
出土品は1994年（平成6年）に国の重要文化財に指定されている。

## 遺跡歴
- 1938年（昭和13年）の『上毛古墳綜覧』に「荒砥村第9号墳」として登載[1]。
- 1990年度（平成2年度）、圃場整備に伴う発掘調査（群馬県教育委員会、1991年に報告書刊行）。
- 1994年（平成6年）6月28日、出土品が国の重要文化財に指定[2]。

## 墳丘
墳丘の規模は次の通り。
- 墳丘長：42メートル
- 円丘部（後円部）
  - 直径：34メートル
- 造出部（前方部）
  - 長さ：8メートル
  - 幅：13.8メートル

## 文化財

### 重要文化財（国指定）

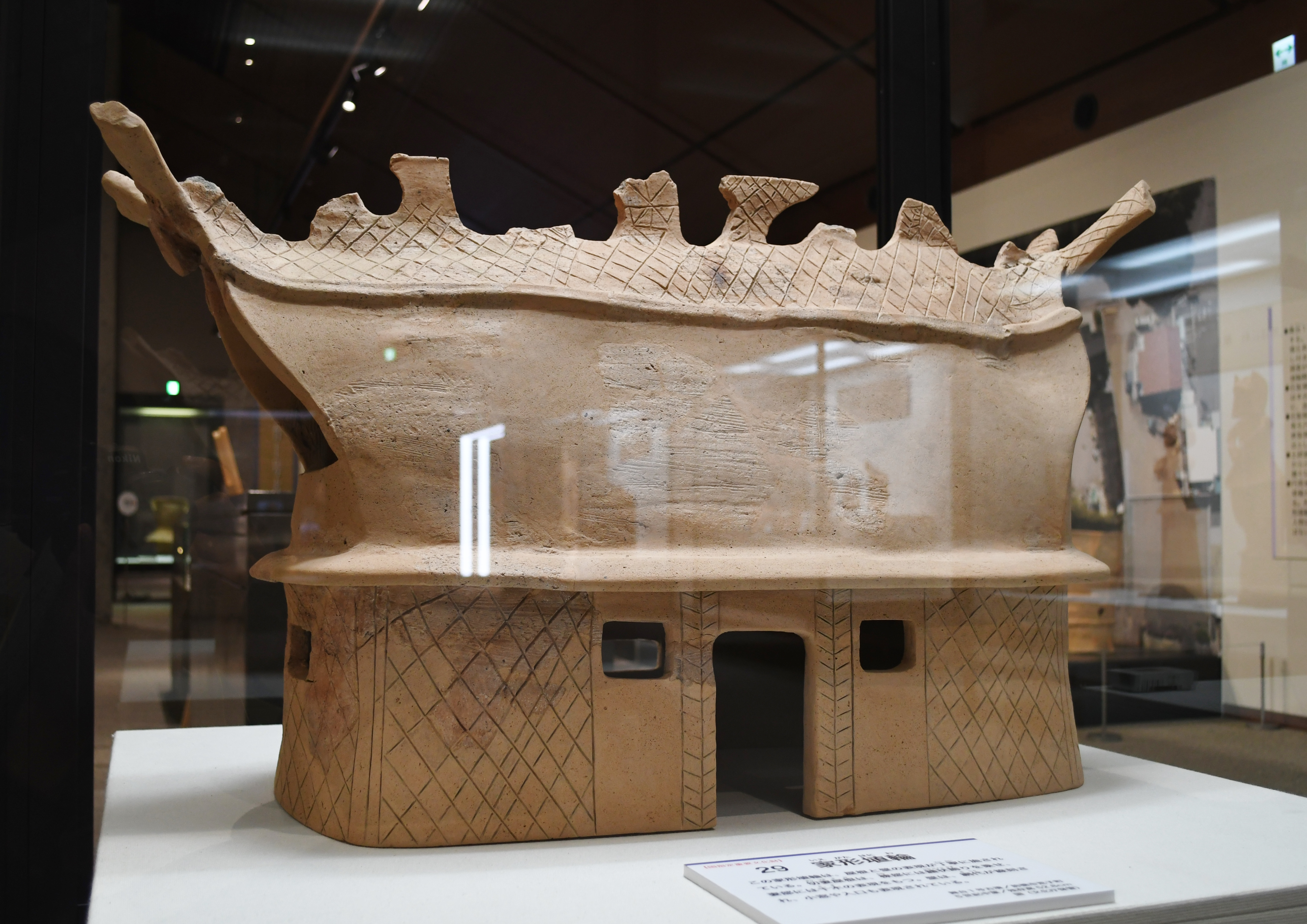
群馬県舞台一号墳出土品（考古資料） - 明細は以下。国（文化庁）所有、群馬県立歴史博物館保管。1994年（平成6年）6月28日指定[2]。
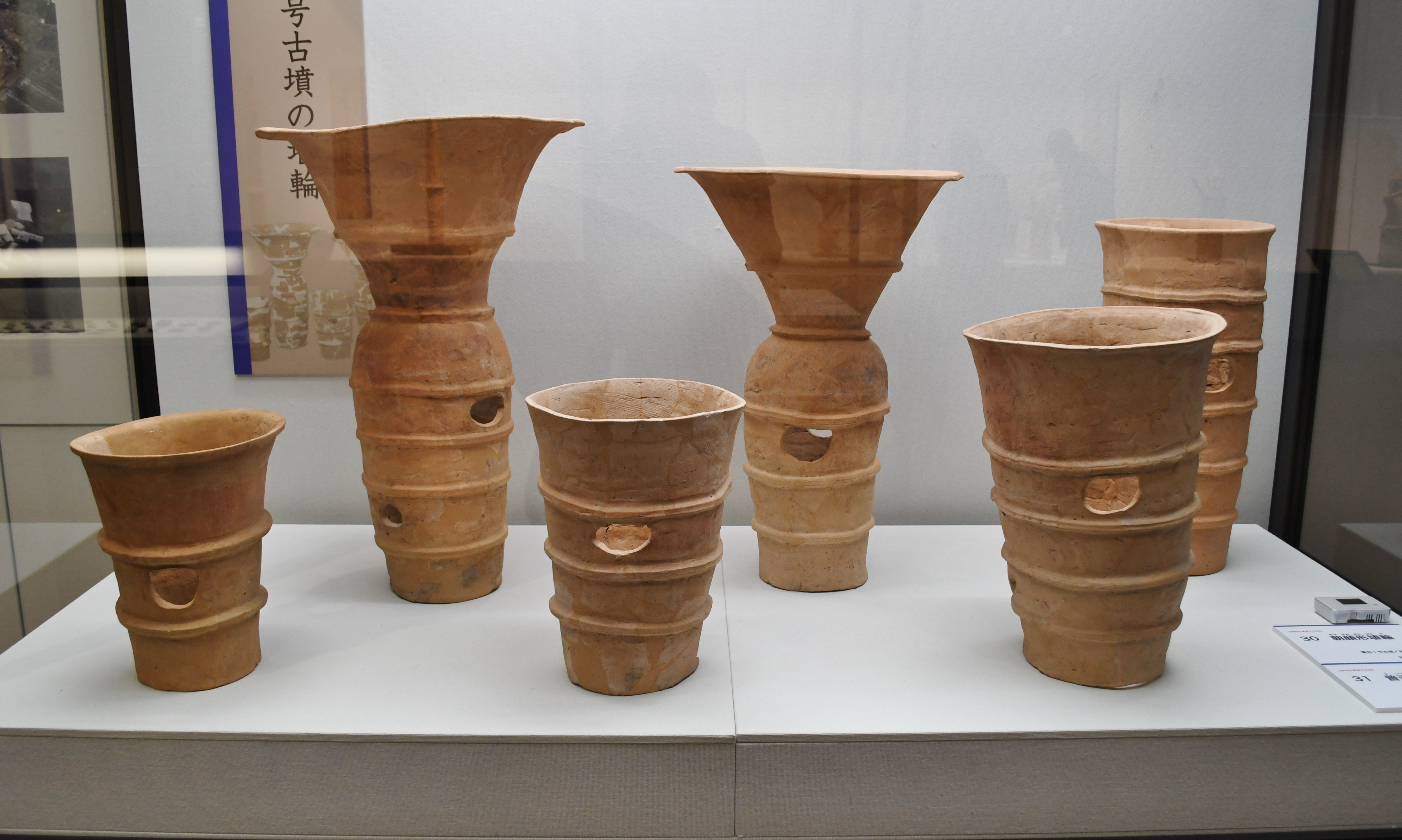
円筒埴輪・朝顔形埴輪 群馬県立歴史博物館展示。
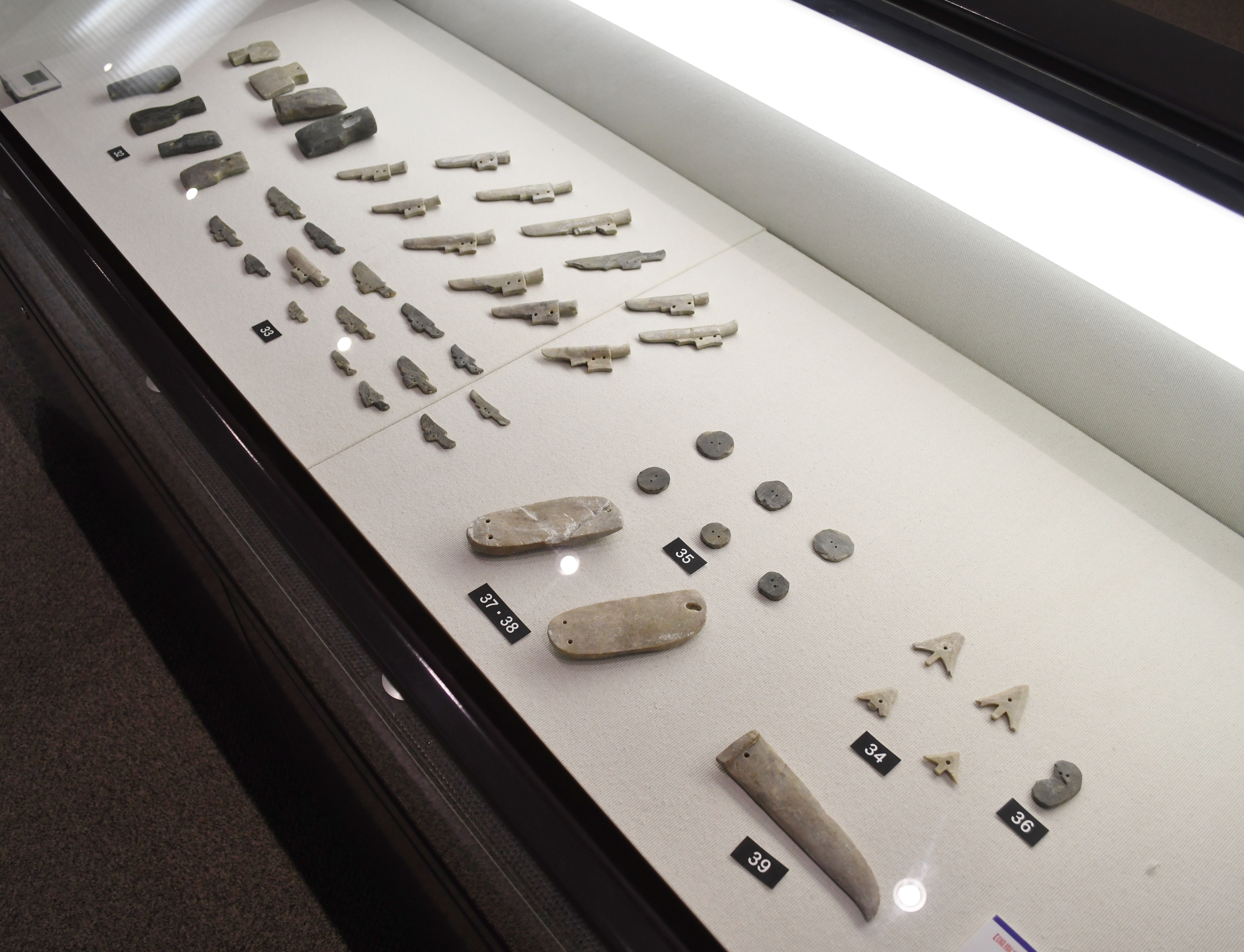
石製品 群馬県立歴史博物館展示。
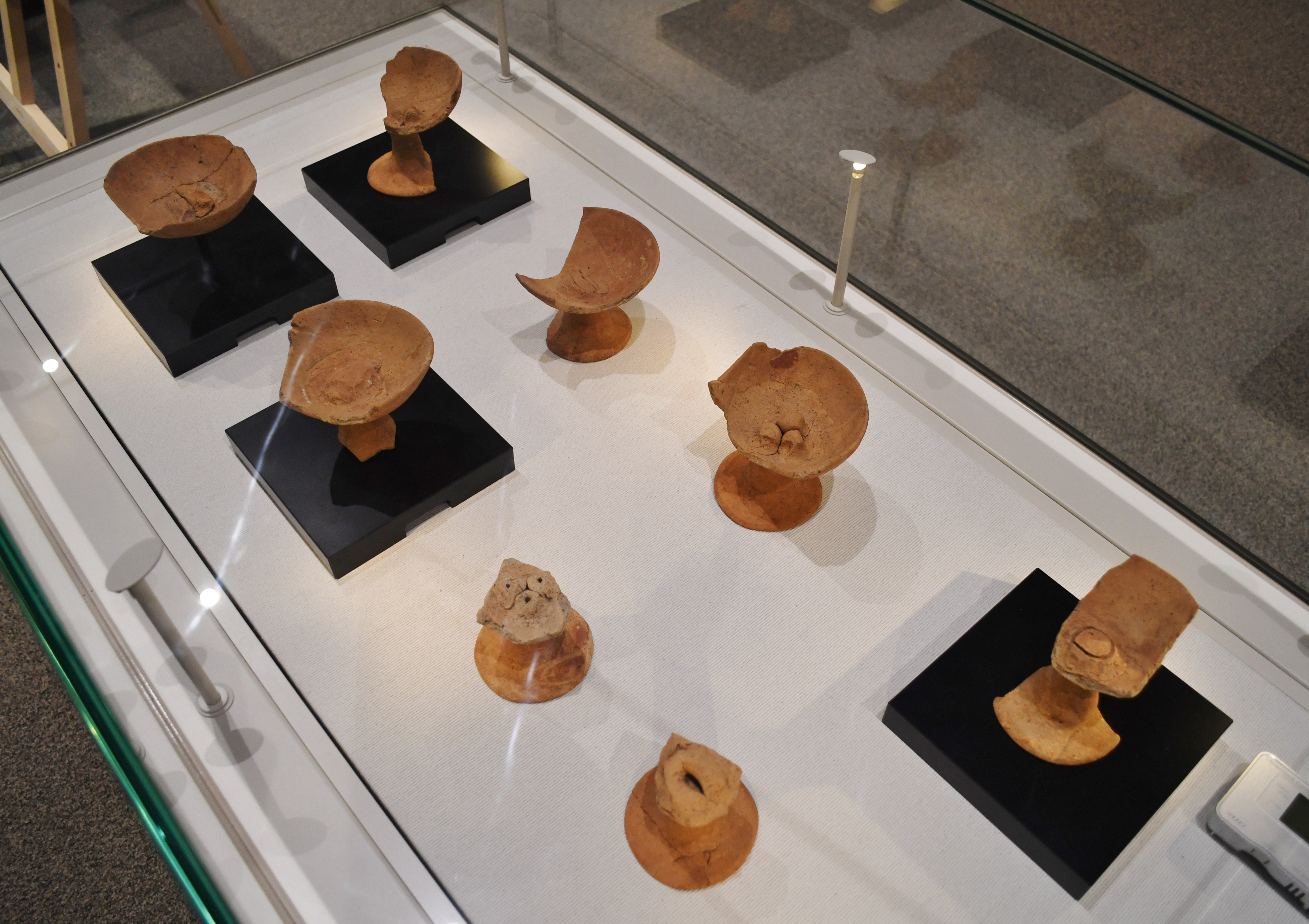
供物表現の土師器高坏 群馬県立歴史博物館展示。

- 石製模造品
  - 勾玉 1箇
  - 臼玉 202箇
  - 下駄 1対
  - 鏃 残欠共 5本
  - 斧 9箇
  - 刀子 残欠共 67口
  - 鎌 残欠共 2箇
  - 有孔円板 残欠共 15箇
- 鉄製模造品
  - 斧残欠 2箇
  - 鉇残欠 3本
  - 刀子残欠 4口
  - 鎌残欠 1箇
- 土師器
  - 壺 2箇
  - 甕 2箇
  - 高坏（供物付） 残欠共 13箇
  - 𤭯 1箇
- 埴輪
  - 朝顔形 4箇
  - 円筒 58箇
  - （附指定）埴輪片 一括

- 家形埴輪
群馬県立歴史博物館展示。
- 円筒埴輪・朝顔形埴輪
群馬県立歴史博物館展示。
- 石製品
群馬県立歴史博物館展示。
- 供物表現の土師器高坏
群馬県立歴史博物館展示。

## 関連施設
- 群馬県立歴史博物館（高崎市） - 舞台1号墳の出土品等を保管。

## 関連文献
（記事執筆に使用していない関連文献）
- 『舞台・西大室丸山 -平成2年度荒砥北部遺跡群発掘調査報告-』群馬県教育委員会、1991年。